# Masza Glajtman-Putermilch
Masza Glajtman-Putermilch (ur. 1924 w Warszawie, zm. 6 listopada 2007 w Tel Awiwie) – żydowska działaczka ruchu oporu w getcie warszawskim, uczestniczka powstania w getcie warszawskim i powstania warszawskiego.

## Życiorys
Podczas powstania w getcie walczyła w oddziałach Żydowskiej Organizacji Bojowej. 10 maja 1943 wraz z grupą żydowskich bojowców przedostała się kanałami na ulicę Prostą i przez Łomianki dotarła do lasów w okolicach Wyszkowa. 
Brała udział w powstaniu warszawskim w Śródmieściu jako żołnierz Armii Ludowej. Po upadku powstania wraz z mężem Jakubem Putermilchem ukrywała się w ruinach miasta w okolicy ulic Siennej i Śliskiej.
Po zakończeniu wojny opuściła Polskę i wyjechała do Palestyny. Później zamieszkała w Tel Awiwie, gdzie zmarła 6 listopada 2007 roku.

## Upamiętnienie
- Nazwisko Maszy Glajtman-Putermilch widnieje na tablicy pamiątkowej umieszczonej przy pomniku Ewakuacji Bojowników Getta Warszawskiego przy ulicy Prostej 51 w Warszawie.

## Odznaczenia
- Krzyż Oficerski Orderu Zasługi RP – 2003[3]